# Berg Electric Car Company
Die Berg Electric Car Company war ein US-amerikanischer Hersteller eines Elektroautos, das vor allem als Taxi gebaut werden sollte. Es ging nie in Serienproduktion.

## Beschreibung
Der „Berg Electric“ wurde der Öffentlichkeit im Oktober 1920 anlässlich einer Elektro-Ausstellung in New York City präsentiert, wo die Firma ihren Sitz hatte. Es waren zwei Versionen geplant: als Town Car und als Taxi. Letzteres sollte 2650 US-Dollar kosten.
Die Berg Electric Car Company kündigte an, in New York Aufladestationen für die Akkumulatoren einzurichten. Vorgesehen waren Standorte beim Grand Central Terminal, bei Geschäften für Elektrobedarf sowie an allen Taxiständen und Hotels. Die Idee war, dass die Batterien immer ans Ladegerät angeschlossen würden, wenn das Fahrzeug abgestellt wurde. So sollte sichergestellt werden, dass es jederzeit fahrbereit war. Zu dieser Zeit war allerdings der Memory-Effekt, welcher die Leistungsabgabe der Akkus beeinträchtigt, noch nicht bekannt.
Taxihaltern wurde in Aussicht gestellt, dass leere Batterien in ihrem Betrieb innerhalb von zwei Minuten ausgetauscht werden konnten. Die Reichweite einer solchen Batterie betrug etwa 60 Meilen (etwa 96 km).
Trotz des zukunftsorientierten Konzepts und obwohl die Firma zuvor eine genaue Marktanalyse vorgenommen hatte, ging sie in weniger als einem Jahr in Konkurs.